# Нульовий день (серіал, США)
Нульовий день (англ. Zero Day) — американський мінісеріал у жанрі політичного трилера, створений Еріком Ньюманом, Ноа Оппенгеймом і Майклом Шмідтом для Netflix, режисером якого виступає Леслі Лінка Глаттер, з акторським ансамблем на чолі з Робертом Де Ніро. Він — про колишнього президента, який розслідує нищівну кібератаку нульового дня в США. Серіал вийшов на Netflix 20 лютого 2025 року.

## Сюжет
Колишній президент Сполучених Штатів призначений очолити розслідування масштабної кібератаки нульового дня, яка спричинила численні смерті та катастрофи по всій країні.

## Акторський склад

### Головний
- Роберт Де Ніро в ролі Джорджа Маллена, популярного колишнього президента, який вирішив не балотуватися на другий строк, і став відповідальним за комісію нульового дня
- Ліззі Каплан у ролі Олександри Маллен, члена Конгресу від 10-го округу[en] Нью-Йорка та доньки Джорджа та Шейли Маллен, яка пізніше стала високопоставленим членом комісії «Нульового дня»
- Джессі Племенс у ролі Роджера Карлсона, досвідченого, але проблемного політичного агента, який працює особистим помічником президента Сполучених Штатів[en] для Маллена
- Джоан Аллен — Шейла Маллен, колишня перша леді, номінована на посаду судді 2-го окружного апеляційного суду[en]
- Конні Бріттон — Валері Вайтселл, керівник апарату Комісії нульового дня, яка працювала головою апарату Білого дому в адміністрації Маллена
- Білл Кемп[en] у ролі Джеремі Леша, директора ЦРУ
- Ден Стівенс — Еван Грін, популярний і радикальний політичний коментатор і ведучий «Шоу Евана Гріна», який став найвідвертішим критиком Маллена
- Анджела Бассетт у ролі президента Евелін Мітчелл, чинного президента, який призначає Маллена головою Комісії нульового дня
- Меттью Модін — Річард Дрейєр, спікер Палати представників США та член палати представників від Огайо
- Мак-Кінлі Белчер III[en] — Карл Отієно, помічник прокурора Сполучених Штатів[en] і головний слідчий комісії «Нульовий день»

### Повторюваний
- Кларк Грегг у ролі Роберта Ліндона, мільярдера з Волл-стріт, корпоративного бізнесмена та політичного діяча, пов'язаного з Карлсоном
- Гебі Гоффманн у ролі Моніки Кіддер, технічного магната Кремнієвої долини та генерального директора компанії Panoply, яка підлягає антимонопольному розслідуванню
- Марк Іванір у ролі Натана, колишнього співробітника Моссаду, який надає розвіддані Маллену
- Можан Навабі[en] — Мелісса Корнблау, директор із комунікацій і зв'язків із громадськістю комісії «Нульовий день»
- Ганна Ґросс — Анна Сіндлер, письменниця, яка сподівається допомогти Маллену в написанні його мемуарів
- Куйл Карвін[d] у ролі спеціального агента Тома Маккарті, керівника секретної служби Маллена
- Іден Лі в ролі спеціального агента Анджели Кім, голови Національної об'єднаної групи кіберрозслідувань[en] ФБР
- Райан Спан[de] у ролі Блейка «Леона» Фелтона, члена «Женців», ліворадикальної терористичної організації
- Колін Доннелл — Ерік Хейс

## Український Дубляж
- Студія: Le Doyen Studio
- Режисер дубляжу: Катерина Брайковська
- Перекладач: Ольга Переходченко
- Спеціаліст з адаптації: Ольга Переходченко
- Звукооператор: Андрій Славинський
- Спеціаліст зі зведення звуку: Олег Кульчицький

Менеджер проекту: Аліна Гаєвська
Ролі дублювали:
- Джордж Маллен — Євген Пашин
- Александра Маллен — Анна Чиж
- Шіла Маллен — Лідія Муращенко
- Валері Вайтселл — Ірина Ткаленко
- Президентка Евелін Мітчелл — Наталія Ярошенко
- Роджер Карлсон — Роман Чорний
- Річард Драєр — Ярослав Чорненький
- Джеремі Лаш — Олег Стальчук
- Карл Отієно — Дмитро Гаврилов
- Мелісса Корнблау — Катерина Дягель
- Моніка Кіддер — Катерина Брайковська
- Еван Ґрін — Іван Розін
- Ерік Гейз — Павло Голов
- Роберт Ліндон — Дмитро Вікулов

Додатковий акторський склад: Андрій Твердак, Ольга Гриськова, Максим Кондратюк, Михайло Кришталь, Ольга Радчук, Андрій Мостренко, Юрій Кухаренко, Володимир Терещук, Ілона Бойко, Оксана Гринько, Антон Кобилко, Марія Мартинова, Вікторія Тишкевич, Сергій Солопай, Олександр Голованов, В'ячеслав Дудко, Аліна Проценко, Едуард Кіхтенко, Кирило Татарченко, Євгеній Сардаров, Андрій Соболєв, Катерина Качан, Ольга Булгакова, Петро Сова, Роман Солошенко, В'ячеслав Бабенков, Юлія Воскобійник, Володимир Кокотунов, Юрій Висоцький, Вікторія Білан-Ращук, Ігор Мізер, Іван Білаш

## Епізоди
| № серії | Episode  | Режисер(и)          | Сценарист(и)                                                                             | Оригінальна дата показу |
| --- | -------- | ------------------- | ---------------------------------------------------------------------------------------- | ----------------------- |
| 1 | Епізод 1 | Леслі Лінка Глаттер | телеплей: Ноа Оппенгейм і Ерік Ньюман сюжет: Ноа Оппенгейм, Ерік Ньюман і Майкл С. Шмідт | 20 лютого 2025          |
| У його резиденції в Нью-Йорку, на північ від Нью-Йорка, біля мосту Таппан-Зі, колишнього президента Джорджа Маллена відвідує Анна Сіндлер, потенційна гострайтерка для його мемуарів. Потяг збиває автомобіль Сіндлер на залізничному переїзді, коли енергетичні, телекомунікаційні та транспортні мережі постраждали від масштабної загальнонаціональної кібератаки, яка отримала назву «Нульовий день», що спричиняє катастрофи, які вбивають тисячі людей. Після того, як Маллен виголошує палку промову про зусилля з ліквідації наслідків стихійного лиха в Нью-Йорку, президентка Евелін Мітчелл призначає його очолити комісію «Нульового дня», яка розслідує напад, незважаючи на спротив з боку конгресменки Олександри Маллен, його дочки. Після брифінгу від директора ЦРУ Джеремі Леша, Маллен отримує інформацію від колишнього співробітника Моссаду Натана про те, що відповідальність несе Росія. Маллен переживає незвичайні події, зокрема таємничу музику та помічає Сіндлер в натовпі. Його нездатність впізнати блокнот, залишений у його сейфі, або члена його домашнього персоналу, призвела до гнівних сварок, що ставить питання про його психічний стан. |          |                     |                                                                                          |                         |
| 2 | Епізод 2 | Леслі Лінка Глаттер | Ноа Оппенгейм і Ерік Ньюман                                                              | 20 лютого 2025          |
| Маллена знайомлять з його колегами в Комісії нульового дня, а спікер Палати представників Річард Дреєр призначає Александру очолити наглядовий комітет для спостереження за Комісією. Маллен пов’язує свій блокнот, наповнений хаотичними записами, зі спогадами про таємничі телефонні дзвінки, а Комісію попереджають про вбивство колективу хакерів у Бронксі нечестивим російським агентом ГРУ, а єдиним хто вижив є колишній співробітник Агентства національної безпеки. Роджер Карлсон, давній помічник Маллена, дізнається, що тіло Сіндлер зникло, а мільярдер Роберт Ліндон закликає його зосередити розслідування на Росії. Співробітника АНБ взято під варту, а агента ГРУ вбиває інший російський оперативник, який надає Роджеру свідчення, що виправдовують Росію. Мітчелл скасовує заходи у відповідь проти Росії за кілька хвилин до прямого виступу; натомість Маллен звинувачує в нападі ліворадикальну терористичну організацію під назвою «Женці», яка стверджує, що вони викрали урядову кіберзброю під назвою «Протей». Леш повідомляє Мітчеллу, що «Протей» — не те, чим його вважає Маллен. |          |                     |                                                                                          |                         |
| 3 | Епізод 3 | Леслі Лінка Глаттер | Роберто Патіно                                                                           | 20 лютого 2025          |
| Підозрюваних «Женців» заарештовують по всій країні, але політичний коментатор Еван Грін, відвертий критик Маллена, піднімає громадський резонанс, коли незаконно затримують неповнолітнього. Маллен відмовляється від своїх ліків і його продовжує переслідувати загадкова пісня, а Шейла переконує свою колишню начальницю штабу, Валері Вайтселл, повернутися до команди. Роджер наказує ексгумувати тіло Сіндлер і ДНК, здається, підтверджує її смерть, але Натан попереджає його, що Маллен повинен припинити своє розслідування. Маллен особисто допитує підозрюваного, Еріка Хейса, змушуючи його співпрацювати, погрожуючи його родині. Будучи під прицілом Ґріна, Ліндон шантажує Роджера, щоб той надіслав фотографії Маллену, які пов’язують Ґріна з Хейзом. Ситий по горло жорстокими нападками Ґріна, Маллен заарештовує його без ордера, а Роджер знаходить блокнот Маллена з параноїдальними думками. Александра та Роджер відновлюють свої попередні стосунки, а Вайтселл конфронтує з Лешем, який заперечує, що проект «Протей» був відновлений. |          |                     |                                                                                          |                         |
| 4 | Епізод 4 | Леслі Лінка Глаттер | Елі Атті                                                                                 | 20 лютого 2025          |
| Ще одна кібератака призвела до закриття великого банку, що змусило Мітчелла наказати заморозити банківські транзакції на вихідних, що викликало заворушення по всій країні. Перебуваючи в ув'язненні, Грін протистоїть Маллену та слідчому Комісії, Карлу Отієно, але розкриває особи кількох Женців. Вайтселл відстежує останнього вченого, який працював над «Протеєм», — неврологічною зброєю для нанесення травм мозку на великій відстані. Вона повідомляє про свої знахідки Маллену, і вони підозрюють, що він став мішенню, створивши імпровізований намет SCIF у його офісі. Роджер пов'язує радіообладнання, вилучене у Женців, із Ліндоном і виявляє, що група використовує таємничу частоту. Маллен і Вайтселл повідомляють Шейлі про свої підозри, і він проходить серію когнітивних тестів, але Грін піддається тортурам. Невідомі оперативники шантажують Роджера, щоб змусити Маллена вийти з комісії, але Роджер натомість розкривається перед Александрою, що змушує оперативників убити Роджера та інсценувати його смерть як передозування наркотиками. Маллену нагадують про подібну смерть його сина, і Драєр наказує Шейлі дати свідчення перед Конгресом. |          |                     |                                                                                          |                         |
| 5 | Епізод 5 | Леслі Лінка Глаттер | Ді Джонсон                                                                               | 20 лютого 2025          |
| Звільнений разом з іншими затриманими, Грін оприлюднює факти жорстокого поводження, якого він зазнав, а фотографії, які Ліндон дав Роджеру, виявляються дипфейками. З'явившись перед наглядовим комітетом, Шейла протистоїть політичним нападкам Дрейєра на свого чоловіка. Після похорону Роджера Маллен дізнається, що той залишив йому важливу інформацію, яку відкрив, що пов’язує Ліндона з Женцями та дозволяє Комісії зламати зашифровані повідомлення на їхній радіочастоті. Отримавши двадцять чотири години від Мітчелл, перш ніж Драєр займе своє місце в Комісії, Маллен використовує цю частоту, щоб вловити «женця», виявляючи його зв'язок з технічним магнатом Монікою Кіддер. Коли її з'єднання оточене, Кіддер погрожує викрити Маллена як батька доньки Вайтселл, але зв’язок її команди безпеки конфісковано, і в наступній перестрілці Отієно було поранено. Кіддер взято під варту, а її технологічна імперія виявляється причетною до кібератаки, однак Моніку знаходять мертвою у своїй камері. Невідомі всьому світу Александра та Дрейєр є частиною змови «Нульового дня». |          |                     |                                                                                          |                         |
| 6 | Епізод 6 | Леслі Лінка Глаттер | Ноа Оппенгейм і Ерік Ньюман                                                              | 20 лютого 2025          |
| У той час як Кіддер публічно проголошено ідейною головою «Нульового дня», Александра боїться, що Дреєр та їхні колеги-змовники відхилилися від свого початкового плану: організували кібератаку, щоб маніпулювати громадською думкою та консолідувати двопартійну владу в уряді. Невдовзі країна занурюється в темряву через черговий напад, і кортеж Малленів захоплений жорстокими протестувальниками, але їх рятують Леш і його ударна команда. Вони поширюють новини про вбивство Маллена, що дозволяє Шейлі приєднатися до Вайтселла та її дочки, а Маллен протистоїть враженій провиною Александрі. Зустрівшись віч-на-віч, Дрейєр виправдовує свої дії та залишає Маллена боротися з вибором — викрити змову, але визнати причетність власної дочки. Комісія відновлює всі служби та видаляє всі сліди зловмисного програмного забезпечення «Нульового дня», і Мітчелл пропонує їм поховати правду заради загального блага. Маллен визнає, що «Протея» може не існувати, а його симптоми посилюються стресом і горем. Представляючи свій останній звіт нації під час прямого звернення до Конгресу, Маллен зачитує зізнання, яке залишила йому Олександра, надихнувши його розкрити всю правду та публічно назвати змовників, перш ніж повернутися до свого приватного життя та невизначеного майбутнього нації. Повернувшись у свою резиденцію, Маллен спалює чернетки своїх запланованих мемуарів. |          |                     |                                                                                          |                         |

## Виробництво

### Розробка
У листопаді 2022 року повідомлялося, що Ерік Ньюман, Ноа Оппенгейм і Майкл Шмідт задумали історію, а Ньюман і Оппенгейм написали сценарій пілоту. Коли Роберт Де Ніро приєднався до проекту в головної ролі, він також виступив виконавчим продюсером разом із Ньюманом, Оппенгеймом, Джонатаном Глікманом із «Panoramic Media» та Шмідтом. Проект отримав зелене світло від Netflix 1 березня 2023 року. Леслі Лінка Глаттер була представлена як режисерка. Серіал вийшов 20 лютого 2025 року.

### Кастинг
У квітні 2023 року стало відомо, що до акторського складу приєдналися Ліззі Каплан, Джессі Племенс, Джоан Аллен і Конні Бріттон. У грудні 2023 року до акторського складу приєдналися Білл Кемп, Меттью Модін, Ден Стівенс, Мак-Кінлі Белчер III, Гебі Гоффманн, Марк Іванір і Кларк Грегг. У лютому 2024 року до акторського складу приєдналася Можан Навабі.

### Зйомки
Заявка на зйомку залізничної катастрофи була подана в окрузі Вестчестер, штат Нью-Йорк, на липень 2023 року. Зйомки почалися в Нью-Йорку та його околицях, але в червні 2023 року виробництво було призупинено, а знімальна група та акторський склад були відправлені додому через страйк Гільдії сценаристів Америки. У грудні того ж року виробництво було відновлено.

## Сприйняття
На веб-сайті агрегатора оглядів Rotten Tomatoes повідомили про рейтинг схвалення 54 % із середнім рейтингом 5,7/10 на основі 65 відгуків критиків. Консенсус критиків веб-сайту говорить: «Нульовий день має багато ваги завдяки зірковому акторському складу на чолі з Робертом Де Ніро, але сюжет цього висококонцептуального серіалу занадто дурний, щоб сприймати його настільки серйозно». Metacritic, який використовує середньозважену оцінку, присвоїв оцінку 51 зі 100 на основі 35 критиків, вказуючи на «змішані або посередні» відгуки.
Люсі Менган з The Guardian описала це втілення як образ «хорошої людини, яка намагається зробити правильні речі у світі, який у гіршому випадку пропонує корупцію, а в найкращому — лише компроміси».
The Hollywood Reporter описав серіал у невтішній рецензії як «секція поглядів New York Times, оживлена у своєму ледь лівому центризмі».
«Технічні олігархи, геронтократія, подкастери, що поширюють дезінформацію, і розмивання громадянських свобод — усе це розпливається в каламутному супі, який суміжний із релевантністю, але ніколи її не досягає», — йдеться в огляді в «Variety».